# Allactaga major
Allactaga major és una espècie de mamífer rosegador de la família dels dipòdids. Viu a la Xina, el Kazakhstan, Rússia, Ucraïna i l'Uzbekistan. S'alimenta de les parts subterrànies i verdes de les plantes, així com de llavors i, de tant en tant, insectes i mol·luscs. Té una gran varietat d'hàbitats naturals, que van des de l'estepa fins al desert. A la part nord-occidental de la seva distribució està amenaçat per la destrucció del seu entorn a causa de l'activitat humana.